# Batyle rufiventris
Batyle rufiventris là một loài bọ cánh cứng trong họ Cerambycidae.